# Гайнберг
Гайнберг (нем. Geinberg) — община (нем. Gemeinde) в Австрии, в федеральной земле Верхняя Австрия. 
Входит в состав округа Рид-им-Иннкрайс.  Население составляет 1336 человек (на 31 декабря 2005 года). Занимает площадь 14 км². Официальный код  —  41207.

## Политическая ситуация
Бургомистр общины — Бернхард Шёппль (АПС) по результатам выборов 2003 года.
Совет представителей общины (нем. Gemeinderat) состоит из 19 мест.
- АНП занимает 7 мест.
- АПС занимает 7 мест.
- СДПА занимает 5 мест.